# Megaupload
Megaupload Limited – spółka kapitałowa, najbardziej znana z powodu podstron należących do witryny megaupload.com. Siedziba znajdowała się w Hongkongu.
19 stycznia 2012 roku domena ta została zamknięta przez Departament Sprawiedliwości Stanów Zjednoczonych z powodu nagminnego łamania praw autorskich, a twórców witryny aresztowano. Majątek firmy szacowany na 330 milionów dolarów hongkońskich został zamrożony przez Wydział Celny Hongkongu.
Dokładnie rok po zamknięciu Kim Dotcom uruchomił nową stronę pod nazwą Mega.

## Historia
Strona została utworzona w 2005 roku.

### Aresztowania i zamknięcie domeny
19 stycznia 2012 roku Departament Sprawiedliwości Stanów Zjednoczonych zdelegalizował i zamknął stronę Megaupload.com, a także wszczął postępowania karne przeciwko twórcom strony w sprawie wielokrotnego, rażącego łamania praw autorskich. Dzień później Wydział Celny Hongkongu zamroził aktywa firmy warte ponad 300 milionów dolarów w Hongkongu.
W tym samym czasie przy współpracy amerykańskich i nowozelandzkich organów ścigania, zatrzymano cztery osoby przewodzące firmie Megaupload, w tym twórcę domeny, Kima Dotcoma. Zatrzymanie odbyło się w luksusowej willi wartej 30 milionów dolarów amerykańskich w Coatesville niedaleko Auckland w Nowej Zelandii. Natychmiast po zatrzymaniu FBI wysłało wniosek o ekstradycję zatrzymanych. Proces ekstradycyjny był już wielokrotnie przesuwany. Kolejną datę procesu przeniesiono na marzec 2013 roku.

### Reakcja po zamknięciu domeny
Akcja wymierzona przeciw Megaupload miała miejsce zaledwie godzinę po masowym proteście internautów przeciwko SOPA. Zaraz po zamknięciu nastąpiła kolejna fala oburzenia wśród internautów a grupa haktywistów z Anonymous zaatakowała stronę Departamentu Sprawiedliwości Stanów Zjednoczonych, FBI oraz strony kilku wytwórni muzycznych, co częściowo zostało odebrane jako poparcie wobec łamania praw autorskich i piractwa komputerowego.
Z kolei prezydent Francji Nicolas Sarkozy był zadowolony z zamknięcia Megaupload oraz zatrzymania jej twórców. Stwierdził, że operacja wymierzona była przeciwko „nielegalnym zyskom pochodzącym z nielegalnej dystrybucji praw autorskich”.

## Usługi i domeny
Firma internetowa zawierała:
- Megaupload.com – główna domena przechowująca pliki.
- Megapix.com – przechowywała obrazy i grafiki. Utworzona w 2010 roku; pozwalała ładować i przechowywać grafiki.
- Megavideo.com – domena ta pozwalała przechowywać filmy video. Niezarejestrowani użytkownicy mogli oglądać filmy/seriale przez 72 minuty.
- Megalive.com – strona ta umożliwiała oglądanie programów „na żywo”.
- Megabox.com – przechowywała muzykę oraz inne pliki audio. Można było również tam tworzyć biblioteki muzyczne oraz playlisty.
- Megaporn.com i Megarotic.com – usługa internetowa, która zajmowała się pornografią.

Pozostałe domeny/programy: Megaclick, Megafund, Megakey i Megapay, zajmowały się częścią finansową. Na krótko przed zamknięciem w przygotowaniu były dwie kolejne domeny: Megabackup i Megamovie.
W rok po zamknięciu powyższych Kim Dotcom uruchomił nową stronę Mega, która wystartowała 19 stycznia 2013 roku pod adresem mega.co.nz.

### Statystyki
- „Unikatowi” odwiedzający: około 81 milionów osób
- Obejrzane strony: ponad miliard razy
- Liczba odwiedzających dziennie: około 50 milionów odwiedzających
- Zarejestrowani użytkownicy: około 180 milionów
- Jedna z trzynastu najpopularniejszych stron internetowych[12]

### Programy

#### Mega Manager
Megaupload miała również swój menedżer pobierania plików zwany Mega Manager. Umożliwiał on załadowywanie oraz ściąganie plików. Zawierała linki zawierające opcje przechowywania, zarządzania oraz dostępu do plików, które również znajdowały się na witrynie Megaupload. Program ten był bardzo podobny do Conceiva DownloadStudio w 5 wersji. Program ten umożliwiał użytkownikom kontynuowanie ładowania bądź ściągania plików, gdy proces ten został przerwany.

#### Megakey
Aplikacja ta umożliwiała usunięcie limitów w usługach Megaupload podczas tak zwanych „szczęśliwych godzin”. Użytkownicy, którzy używali tego programu, musieli zgodzić się na podanie niektórych swoich danych osobowych (między innymi położenia geograficznego).

#### Filebox
Aplikacja Flash, która pozwala użytkownikom załadować inne aplikacje bez przymusu odwiedzania lub ściągania programu Mega Manager.